# Portola
Portola è una città californiana, l'unica con questo titolo, della contea di Plumas. Posta sulla riva del Feather, deve il suo nome all'esploratore spagnolo Gaspar de Portolá, anche se questi non ebbe mai occasione di esplorarne i dintorni.